# Golofa incas
Espèce
Golofa incas est une espèce d'insectes coléoptères de la famille des scarabées, de la sous-famille des Dynastinae et de la tribu des Dynastini.

## Taxonomie
Le nom valide complet (avec auteur) de ce taxon est Golofa incas Hope, 1837.
Golofa incas a pour synonyme :
- Golofa championi Bates, 1888